# Bob Mau
Pour les articles homonymes, voir Mau (homonymie).
Bob Mau de son nom civil Robert Mau, né à Mortsel (province d'Anvers) le 23 mai 1926 et mort le 26 mai 2006 à Brasschaat (province d'Anvers), est un auteur de bande dessinée belge néerlandophone.

## Biographie
Bob Mau naît le 23 mai 1926 à Mortsel. Il étudie l'architecture à l'Institut Saint-Luc (section néerlandophone) à Bruxelles. En plus d'apprendre l'architecture, il s'intéresse à la sculpture, la peinture et l'illustration. Il réalise des dessins et des caricatures pour l'hebdomadaire satirique 't Pallieterke.
À partir de 1959, il dessine la série Pete Velo en Tony pour le magazine Iris/Ons Land. Il crée aussi sa première série d'aventure, Labrosse et Calibre (Pits en Kaliber en flamand), qui paraît, entre autres, dans les magazines Ohee et Samedi-Jeunesse.
Bob Mau connaît son plus grand succès avec Cari Fleur,, une série pour les jeunes qu'il dessine de 1962 à 1994 dans le journal Gazet van Antwerpen,. Bob Mau écrit lui-même le scénario de ses histoires.
Bob Mau est décoré Chevalier de l'Ordre de la Couronne (Belgique) en 1989.
Il reçoit le 4 juin 1998, le Prix pour l'ensemble de l'œuvre décerné par le Centre flamand de la bande dessinée (Het Vlaams Stripcentrum) et de la Chambre belge des experts en bande dessinée (B.K.E.S).
Il meurt le 26 mai 2006 à Brasschaat, à l'âge de 80 ans.
Une statue de son héroïne Cari Fleur se tenant debout avec son chat Titus dans les bras est sculptée par l'artiste Monique Mol et s'érige dans le parc de Brasschaat derrière l'église Saint-Antoine,.

## Œuvres

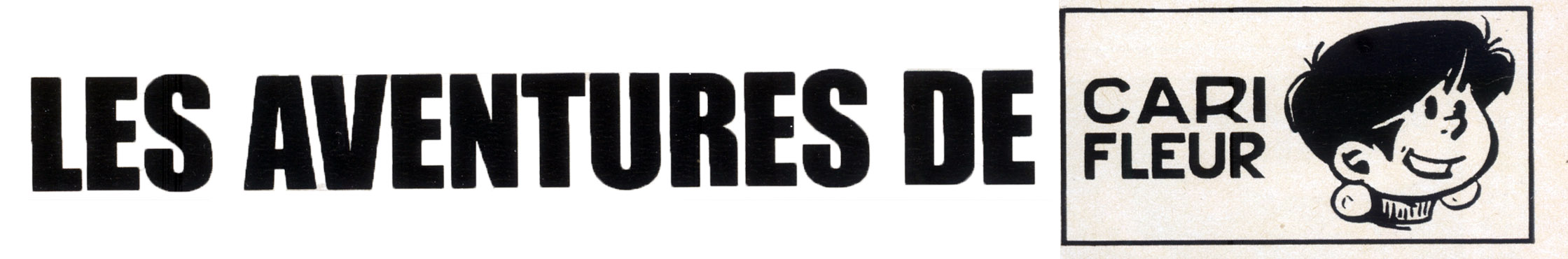
Logo Cari Fleur de Bob Mau

### Albums de bande dessinée

#### Cari et Boutefeu
- 1. Les Aventures de Cari-Fleur et Boutefeu[9], éd. KLA Vanden Bossche pour Knorr, sd
Scénario et dessin : Bob Mau,Album format A5, format à l'italienne. Circa 1972.
- 2. La Forêt pétrifiée, éd. KLA Vanden Bossche pour Knorr, sd
Scénario et dessin : Bob Mau,Album format A5, format à l'italienne.
- 3. En plein cirage, éd. KLA Vanden Bossche pour Knorr, sd
Scénario et dessin : Bob Mau,Album format A5, format à l'italienne.
- 4. Le Fantôme de Loque-Tresse, éd. KLA Vanden Bossche pour Knorr, sd
Scénario et dessin : Bob Mau,Album format A5, format à l'italienne.
- 5. Le Mystère de Caramello, éd. KLA Vanden Bossche pour Knorr, sd
Scénario et dessin : Bob Mau,Album format A5, format à l'italienne.
- 6. La Brousse aux diamants, éd. KLA Vanden Bossche pour Knorr, sd
Scénario et dessin : Bob Mau,Album format A5, format à l'italienne.
- 7. Le Chanteur de Thrak, éd. KLA Vanden Bossche pour Knorr, sd
Scénario et dessin : Bob Mau,Album format A5, format à l'italienne.
- 8. L'Affaire Markant, éd. KLA Vanden Bossche pour Knorr, sd
Scénario et dessin : Bob Mau,Album format A5, format à l'italienne.
- 9. Le Fils prodigue, éd. KLA Vanden Bossche pour Knorr, sd
Scénario et dessin : Bob Mau,Album format A5, format à l'italienne.
- 10. Chinoiseries, éd. KLA Vanden Bossche pour Knorr, sd
Scénario et dessin : Bob Mau,Album format A5, format à l'italienne.
- 11. À dormir debout, éd. KLA Vanden Bossche pour Knorr, sd
Scénario et dessin : Bob Mau,Album format A5, format à l'italienne.
- HS1. Cari-Fleur : La Forêt pétrifiée, KLA Vanden Bossche pour les cafés Rombauts, 1975
Scénario et dessin : Bob Mau,32 p., 23 × 25 cm.
- HS2. Cari-Fleur : Le Fantofume, Jean Lacour pour les cafés Rombauts, 1975
Scénario et dessin : Bob Mau,32 p., 23 × 25 cm.

#### Clary Nett et Cie
- 1. Gare au Loup Garou, Aventures et Voyages, coll. « Mon Journal », 3e trim. 1973
Scénario et dessin : Bob Mau - Couleurs : quadrichromie[10]
- 2. Les Super Vikings, Aventures et Voyages, coll. « Mon Journal », 3e trim. 1973
Scénario et dessin : Bob Mau - Couleurs : quadrichromie
- 3. Le Nez volé, Aventures et Voyages, coll. « Mon Journal », 3e trim. 1973
Scénario et dessin : Bob Mau - Couleurs : quadrichromie
- 4. La Malédiction de Siçavacava, Aventures et Voyages, coll. « Mon Journal », 3e trim. 1973
Scénario et dessin : Bob Mau - Couleurs : quadrichromie
- 5. La Panthère blonde, Aventures et Voyages, coll. « Mon Journal », 3e trim. 1973
Scénario et dessin : Bob Mau - Couleurs : quadrichromie[11]

#### Cary Fleur
- 1. Slurfie, le Slurifantino[12], BD Must, Bruxelles, juin 2014
Scénario et dessin : Bob Mau - Couleurs : noir et blanc,Tirage limité à 500 ex. numérotés, album broché 64 p., format 14 × 21 cm.
- 2. Opération nuage noir, BD Must, Bruxelles, juin 2014
Scénario et dessin : Bob Mau - Couleurs : noir et blanc,Tirage limité à 500 ex. numérotés, album broché 64 p., format 14 × 21 cm.
- 3. L'Or du Sanituba, BD Must, Bruxelles, juin 2014
Scénario et dessin : Bob Mau - Couleurs : noir et blanc,Tirage limité à 500 ex. numérotés, album broché 64 p., format 14 × 21 cm.
- 4. Le Pendule magique, BD Must, Bruxelles, juin 2014
Scénario et dessin : Bob Mau - Couleurs : noir et blanc,Tirage limité à 500 ex. numérotés, album broché 64 p., format 14 × 21 cm.

### Collectifs
- Flash Back[13], Comic! Events, août 1995
Scénario : collectif - Dessin : collectif dont Bob Mau - Couleurs : noir et blanc,Ce Flash Back a été réalisé en collaboration avec Bédéciné Illzach et édité à l'occasion du 10e festival BD Coxyde (15 juillet au 6 août 1995) à 1 500 exemplaires numérotés à la main. Rares textes et titres des séries en deux langues : français et flamand. D/1995/6941/06. Format à l'italienne.

### Revues

#### Samedi-Jeunesse
| Numéro | Date           | Titre                                          | Début (page) | Fin (page) |
| ------ | -------------- | ---------------------------------------------- | ------------ | ---------- |
| no 56  | juin 1962      | Le Tube à rayons Hic                           | 3            | 32         |
| no 58  | août 1962      | Les Cleptomanes ailés                          | 49           | 78         |
| no 59  | septembre 1962 | Labrosse et Calibre : Les Lunettes maléfiques  | 50           | 79         |
| no 61  | novembre 1962  | Labrosse et Calibre : Le Tigre noir            | 3            | 32         |
| no 63  | janvier 1963   | Labrosse et Calibre : Le Fantôme de Mont'Ladsu | 53 à 59      | 62 à 74    |
| no 72  | octobre 1963   | Labrosse et Calibre : L'Affaire des poupées    | 59           | 78         |

### Expositions
- Rétrospective, Chapelle Saint-Joseph, Brasschaat, du 15 mars au 13 avril 2008[16].

## Prix et distinctions
- 1989 :  Chevalier de l'ordre de la Couronne[1] ;
- 1997 :  prix pour l'ensemble de l'œuvre décerné par la Chambre belge des experts en bande dessinée[17].

#### Livres
: document utilisé comme source pour la rédaction de cet article.
- Jean Van Hamme, Introduction à la bande dessinée belge, Bruxelles, Bibliothèque royale de Belgique, 1968, 80 p., ill. ; 26 cm (lire en ligne), p. 35[catalogue] publié à l'occasion de l'exposition La bande dessinée en Belgique, Bibliothèque Albert Ier, [Bruxelles], du 29 juin au 25 août 1968.
- Danny De Laet et Yves Varende, Au-delà du septième art : histoire de la bande dessinée belge, Bruxelles, Ministère des Affaires étrangères, du Commerce extérieur et de la Coopération au développement, coll. « Chroniques belges » (no 322), 1979, 302 p., ill. ; 22 cm (OCLC 301693218, lire en ligne).
- (nl) Jan Hoet et Dany Vandenbossche, De wereld van de strips in originelen [« Le Monde de la bande dessinée en originaux »], Bruxelles, Vlaams Parlement, 2013, 68 p., PDF (OCLC 901366732, lire en ligne), p. 23.
- Philippe Mellot, Michel Denni, Laurent Turpin et Isabelle Morzadec, Trésors de la bande dessinée : BDM 2021-2022 - Catalogue encyclopédique et Argus, Paris, Les Arènes, novembre 2020, 2e éd., 1700 p., ill. ; 23 cm (ISBN 9791037502582, OCLC 1240308146, présentation en ligne), p. 206, 259. .

#### Catalogues d'exposition
- (nl) Ilya de Roey, Bob Mau: striptekenaar en kunstenaar, 1926-2006 : Bob Mau - Retrospectieve, Bruges, Bonte, 2008, 48 p., ill. (OCLC 901929636).

#### Périodiques
- Louis Cance, « Biographie Bob Mau », Hop !, Aurillac, AEMEGBD, no 112,‎ 1er décembre 2006 (ISSN 0768-9357).